# Tite Kubo
Tite Kubo (久保 帯人 Kubo Taito?) también llamado Kubotite, es un mangaka japonés conocido sobre todo por su obra Bleach. Su nombre real es Noriaki Kubo (久保 宣章 Kubo Noriaki?), y nació el 26 de junio de 1977 en la prefectura de Hiroshima.

## Biografía
Kubo dibujó su primer manga en la secundaria, titulado Zombie Powder. Tras presentarlo a la revista Shōnen Jump, fue publicado por primera vez en 1999. Llegó a alcanzar los cuatro tomos antes de ser cancelado debido a su poca popularidad y su contenido excesivamente violento.
Más adelante, el autor crearía la serie que lo daría a conocer internacionalmente. Aunque Bleach nació inspirada en su mayor parte en el manga de Saint Seiya, Shōnen Jump la rechazó inicialmente debido a sus semejanzas con Yū Yū Hakusho. Publicada en 2002, tuvo una acogida aceptable entre los lectores que hizo que se pusiera en duda su continuidad. Kubo se sintió desalentado por la idea de que Bleach corriese la misma suerte que su primer manga. Sin embargo, Akira Toriyama, creador del universalmente conocido Dragon Ball, le envió una carta de ánimo que le inspiró. Contra los pronósticos iniciales, la serie acabó convirtiéndose en una de las más exitosas tanto en Japón[cita requerida] como en el resto del mundo.[cita requerida] La historia finalizó su publicación de la Shōnen Jump el 17 de agosto de 2016.

## Trabajos

### Historias cortas
- «Ultra Unholy Hearted Machine» (1996, Shōnen Jump. Aparece en el volumen 2 de Zombie Powder.)
- «El maestro de las runas Urara» (刻魔師 麗 Kokumashi Urara?) (1996, Shōnen Jump. Aparece en el volumen 3 de Zombie Powder.)
- «Bad Shield United» (1997, Shōnen Jump. Aparece en el volumen 4 de Zombie Powder. También hace una aparición a modo de cameo en Bleach a modo de la película fictícia Bad Shield United 2).

### Mangas
- Zombie Powder (1999-2000)
- Bleach (2001-2016)
- Burn the Witch (2020-en curso)